# Samsung Galaxy On7
Samsung Galaxy On7 es un teléfono inteligente Android producido por Samsung Electronics que es exclusivo de T-Mobile. Fue presentado y lanzado en octubre de 2015. Tiene un sistema en chip (SoC) de clase avanzada de 64 bits respaldado por 1,5 GB de RAM.
El Galaxy On7 tiene una cámara trasera de 13 megapíxeles con flash LED, apertura f/2.1, enfoque automático y tiene una cámara frontal gran angular de 5 megapíxeles y 85 grados (85°), que puede extenderse hasta 120 grados (120°). La cámara está equipada con flash LED.

## Especificaciones

### Hardware
El teléfono funciona con un procesador Qualcomm Snapdragon 410 Quad-core de 64 bits Cortex-A53 de 1.2 GHz, GPU Adreno 306 con 1.5GB de RAM, 8GB de almacenamiento interno y una amplia batería de 3000 mAh. El Samsung Galaxy On7 está equipado con una pantalla táctil capacitiva TFT de 5,5 pulgadas, una pantalla de 16 millones de colores y también incluye una cámara trasera de 13 MP y una cámara frontal de 5 MP.

### Software
Este teléfono se lanzó oficialmente con Android 6.0.1.